# 't Wed
't Wed is een duinmeer en is gelegen in het Nationaal Park Zuid-Kennemerland. Het meer is te bereiken via ingang Koevlak en ligt iets ten noorden van het Bezoekerscentrum De Kennemerduinen dat bij de Zeeweg in de gemeente Bloemendaal ligt. ‘t Wed is een kunstmatig meer en is in de jaren 50 gegraven. Het zand dat vrijkwam is gebruikt voor de ophoging van Schalkwijk in Haarlem. Het meer heeft een oppervlakte van 15.572 m² en kent een maximale diepte van ongeveer 8 m. Voor de in het zwemseizoen aanwezige drijflijn is dit maximaal 0,5 m.
Het meer en het strandje is in de zomermaanden een populaire plek om warme zomerdagen door te brengen. In het meer mag het gehele jaar door gezwommen worden. De waterkwaliteit van het meer wordt tijdens het zwemseizoen van 1 mei tot 30 september wekelijks gecontroleerd door beheerder PWN. Bij het meer bevindt zich een openbaar toiletgebouw. Het meer is net zoals de rest van het Nationaal Park toegankelijk tussen zonsopgang en zonsondergang. Honden, open vuur en barbecue zijn niet toegestaan.
In het voorjaar van 2024 was 't Wed nauwelijks toegankelijk door een verhoogde waterstand in de duinen. Hierdoor waren wandelpaden die vlak langs 't Wed lopen niet toegankelijk en moest er een omleiding genomen worden.
Andere meren in het Nationaal Park zijn het Vogelmeer, Spartelmeer, Oosterplas, Duinmeer, Cremermeer, Kennemermeer en het Meertje van Burdet.